# Huimin Xiang
Huimin Xiang (kinesiska: 惠民, 惠民乡) är en socken i Kina. Den ligger i provinsen Yunnan, i den sydvästra delen av landet, omkring 410 kilometer sydväst om provinshuvudstaden Kunming.
Genomsnittlig årsnederbörd är 1 530 millimeter. Den regnigaste månaden är juli, med i genomsnitt 393 mm nederbörd, och den torraste är februari, med 5 mm nederbörd.